# Beitstad
Beitstad est un village norvégien situé dans la commune de Steinkjer, Trøndelag. 

## Entreprise
Beitstad vit de l'élevage, la production céréalière et la sylviculture.
De 1916 à 1931 la commune avait sa propre centrale électrique à la frontière avec Verran, mais la centrale n'a pas été reconstruite après qu'elle a brûlé. Aujourd'hui, le cours d'eau est protégé.
Au cours des dernières années, le village a été connu pour le grand nombre d' oies à bec court qui viennent se reposer dans le village, tous les printemps. L'association pour le développement du village Kortnebbgåsas ve & vel a pris l'oie comme emblème  pour promouvoir le village et sa réputation,.

## Histoire
Beitstad est devenue une municipalité à part entière avec l'introduction des lois sur la présidence en 1837. Namdalseid a fusionné avec Beitstad en 1846, et en 1904 a de nouveau été séparée de Beitstad pour redevenir une municipalité distincte. Beitstad comptait alors 2 946 habitants. En outre, la municipalité de Malm a été séparée de Beitstad en tant que municipalité le 1er juillet 1913. La population de Beitstad était alors de 1 934 habitants. Le 1er janvier 1964, Beitstad, Egge, Kvam, Ogndal, Sparbu, Steinkjer et Stod ont été fusionnées pour créer la nouvelle municipalité de Steinkjer . Au moment de la fusion, Beitstad comptait 2 563 habitants et une superficie de 200 kilomètres carrés. 

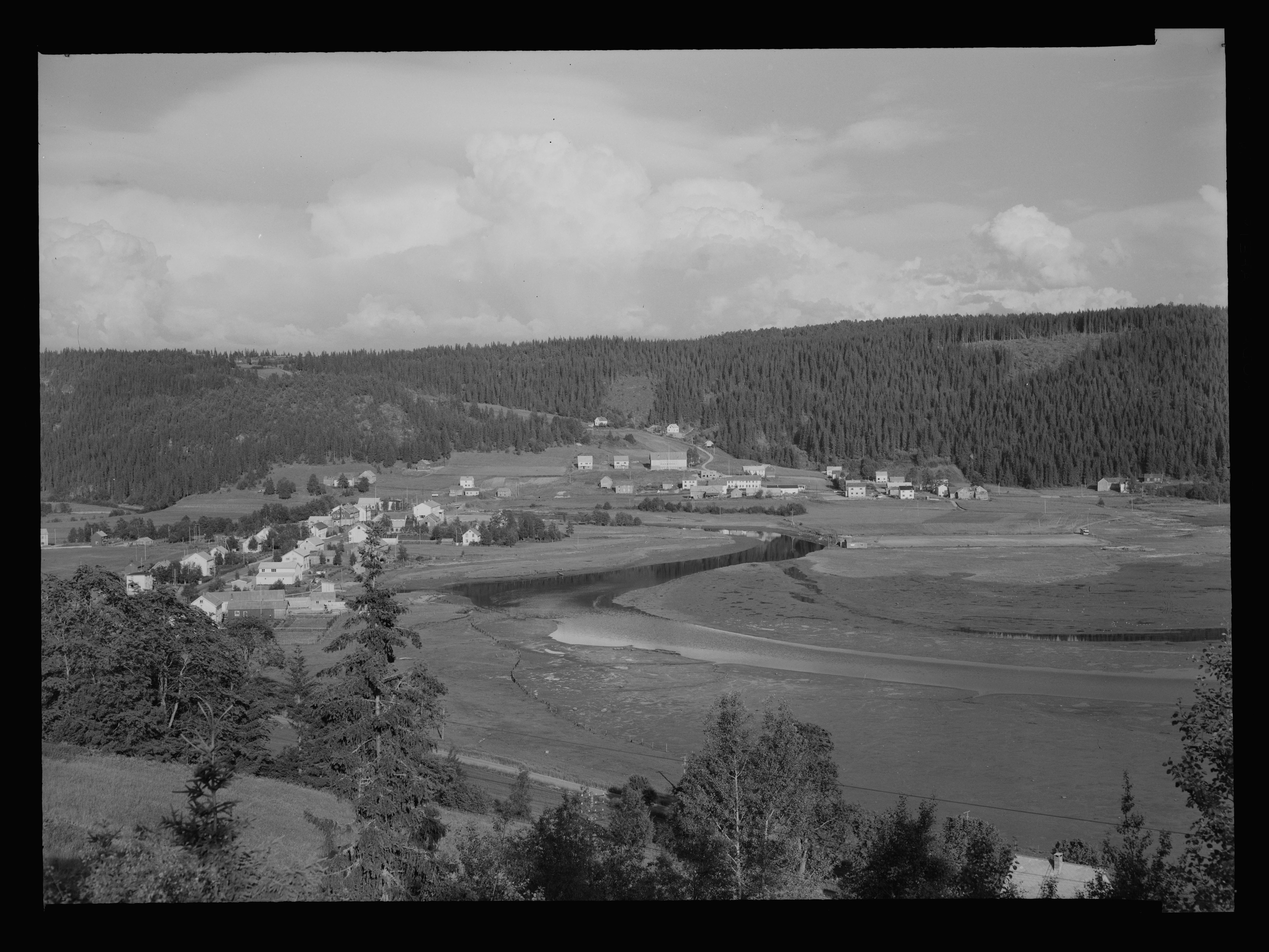
Vellamelen au début des années 1950

Il existe de nombreuses gravures rupestres datant de l'âge du bronze. On a trouvé plusieurs tumulus dans différentes zones du village.
En 1814, le village est représenté par trois émissaires à la riksforsamlingen à Eidsvoll, à savoir, le vicaire et Son Midelfart, agriculteur et professeur Sivert Paulsen a comparative perspective" et le sergent et agriculteur Daniel Larsen Schevig (Daniel Skevik). Beitstad ont eu plusieurs stortingsrepresentanter, et aussi d'un ministre, en l'occurrence, dans Son Konrad Foosnæs. Compositeur et musikkforleggeren Théodora Cormontan est né dans le village dans les années 1840. En 1814, le village était représenté par trois délégués à l'assemblée nationale d'Eidsvoll : le pasteur Hans Midelfart, le fermier et enseignant Sivert Paulsen Bratberg et le sergent et fermier Daniel Larsen Schevig. 
Beitstad a eu plusieurs représentants parlementaires, ainsi qu'un ministre, à savoir le ministre de l'Agriculture Hans Konrad Foosnæs. La compositrice et éditrice de musique Theodora Cormontan est née dans le village en 1840.